# Den edsvurna
Den edsvurna (originaltitel: The Juror) är en amerikansk långfilm från år 1996 som regisserades av Brian Gibson. I huvudrollen ses Demi Moore. Filmen är baserad på en bok av George Dawes Green.

## Handling
Annie Laird blir invald i en jury som ska avgöra en dom i en rättegång mot en medlem i maffian, som står anklagad för mordet på en hel familj. Det finns bevis för att den anklagade varit inblandad i dådet, så därför tror alla att det kommer att bli en snabb rättegång.
Men det blir inte så lätt som Annie räknat med. Maffialedaren, känd under namnet The Teacher, kontaktar Annie och sätter henne i en svår situation. Om hon inte lyckas få den anklagade frikänd, så hotar han att döda hennes son. Annie vet att den anklagade är skyldig, men hon tänker inte låta något hända sin son - så hon gör allt hon kan för att få den anklagade frikänd.
När rättegången väl är över, så tror Annie att allt kommer att bli som vanligt igen. Men hon är inte medveten om att mardrömmen just har börjat. The Teacher har blivit besatt av henne och kan inte släppa taget...

## I rollerna
- Demi Moore
- Alec Baldwin
- Joseph Gordon-Levitt
- Anne Heche
- James Gandolfini